# Райнхолд Евалд
Райнхолд Евалд (на немски: Reinhold Ewald) е германски космонавт-изследовател, ЕКА. Извършил 1 космически полет (на КК „Союз ТМ-25“) с продължителност 19 денонощия 16 ч 34 мин.

## Биография
Райнхолд Евалд е роден на 18 декември 1956 г. в гр. Мьонхенгладбах, Северен Рейн-Вестфалия. През 1983 г. завършва Кьолнския университет, с диплома за физик експериментатор. През 1986 г. защитава дисертация по специалността Теоретична физика и медицина.
Едновременно с аспирантурата Евалд работи като асистент-изследовател в Кьолнския университет по проекта за радиотелескоп за изследване на междузвездната материя.
През февруари 1999 г. Евалд е включен в състава на отряда на астронавтите на ESA.
Напуска го през лятото на 2007 г. Евалд е действителен член на Изпълнителния комитет на Асоциацията на изследователите на космоса (The Association of Space Explorers).
Райнхолд Евалд е женен (съпруга – Моника) и има три деца: син – Бенедикт (1988), и две дъщери Анна-Шарлота (1990) и Клаудия (1995).

### Работа вDLR
През 1986 г. Евалд, като специалист, взема участие в подбора на астронавтите на ФРГ. През 1987 г. станал научен сътрудник в отдел технология на космическите изследвания на DLR (Германски аерокосмически център), където е координатор по космическите въпроси на подразделението за планиране, ръководи проекти на BMFT (Министерство на науката и технологиите) по инфрачервена астрономия.

## Програма „Мир—92“
През юли 1990 г. Райнхолд Евалд получава положително заключение от лекарите за годност за космически полет. И на 8 октомври е зачислен в отряда на космонавтите на DLR (ФРГ) за подготовка за полет на ОК „Мир“ по програмата „Мир—92“.
От ноември 1990 до октомври 1991 г., Райнхолд Евалд, заедно с другия германски космонавт Клаус-Дитрих Фладе провежда общокосмическа подготовка в Центъра за подготовка на космонавти „Ю. Гагарин“. На 10 октомври 1991 г. Фладе е назначен за основен космонавт, а Евалд за негов дубльор, и от 11 ноември 1991 г. до 26 февруари 1992 г. Евалд провежда подготовка в състава на втория екипаж (заедно с Анатолий Соловьов и Сергей Авдеев) по програмата „Мир—92“ (ОЕ-11).

## Програма „Мир—96“
Подготовката за втория полет започва на 23 октомври 1995 г. с пристигането в Русия на астронавтите на DLR Евалд и Ханс Шлегел.
На 3 април 1996 г. Райнхолд Евалд е назначен в основния екипаж, а Шлегел – в дублиращия. Евалд се подготвя заедно с Василий Циблиев и Александър Лазуткин като космонавт-изследовател по програмата ОЕ-23/Мир-97. Полетът по тази програма става за Райнхолд Евалд първия космически полет.